# Microtrochalus plagiger
Microtrochalus plagiger är en skalbaggsart som beskrevs av Louis Albert Péringuey 1892. Microtrochalus plagiger ingår i släktet Microtrochalus och familjen Melolonthidae. Inga underarter finns listade i Catalogue of Life.